# 노르웨이의 재외공관 목록

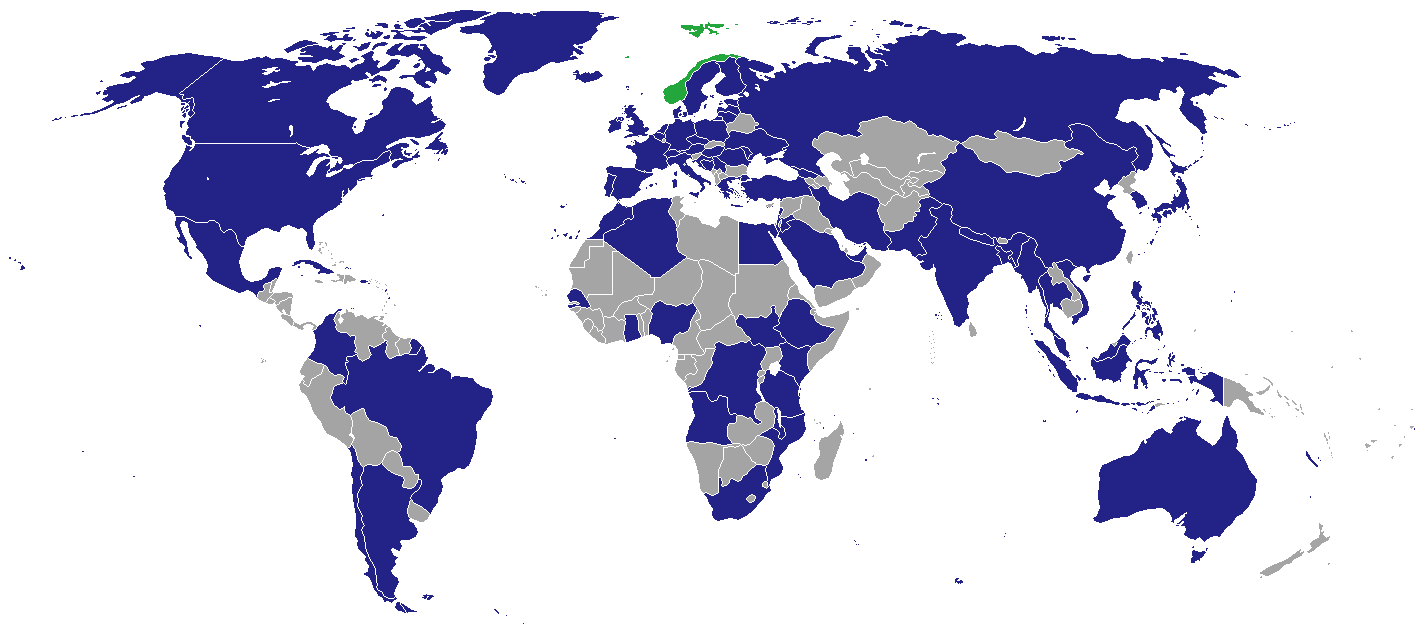
노르웨이의 재외공관

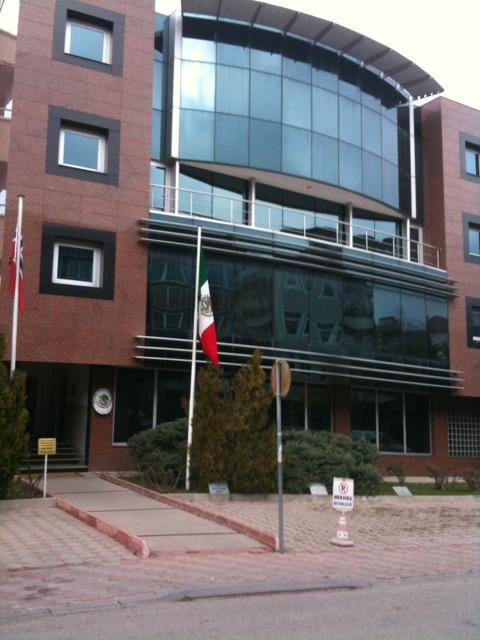
앙카라 주재 노르웨이 대사관

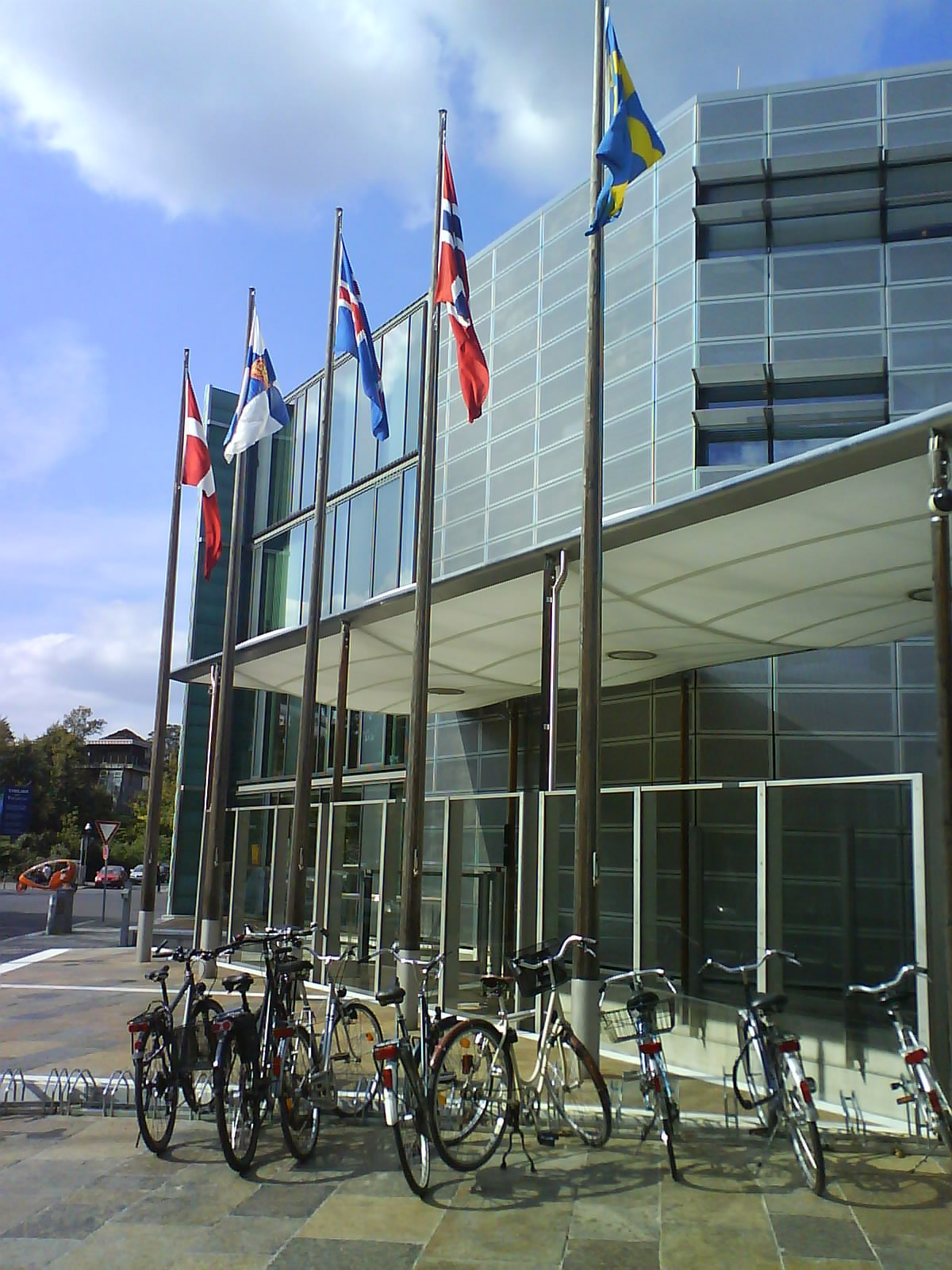
베를린 주재 노르웨이 대사관

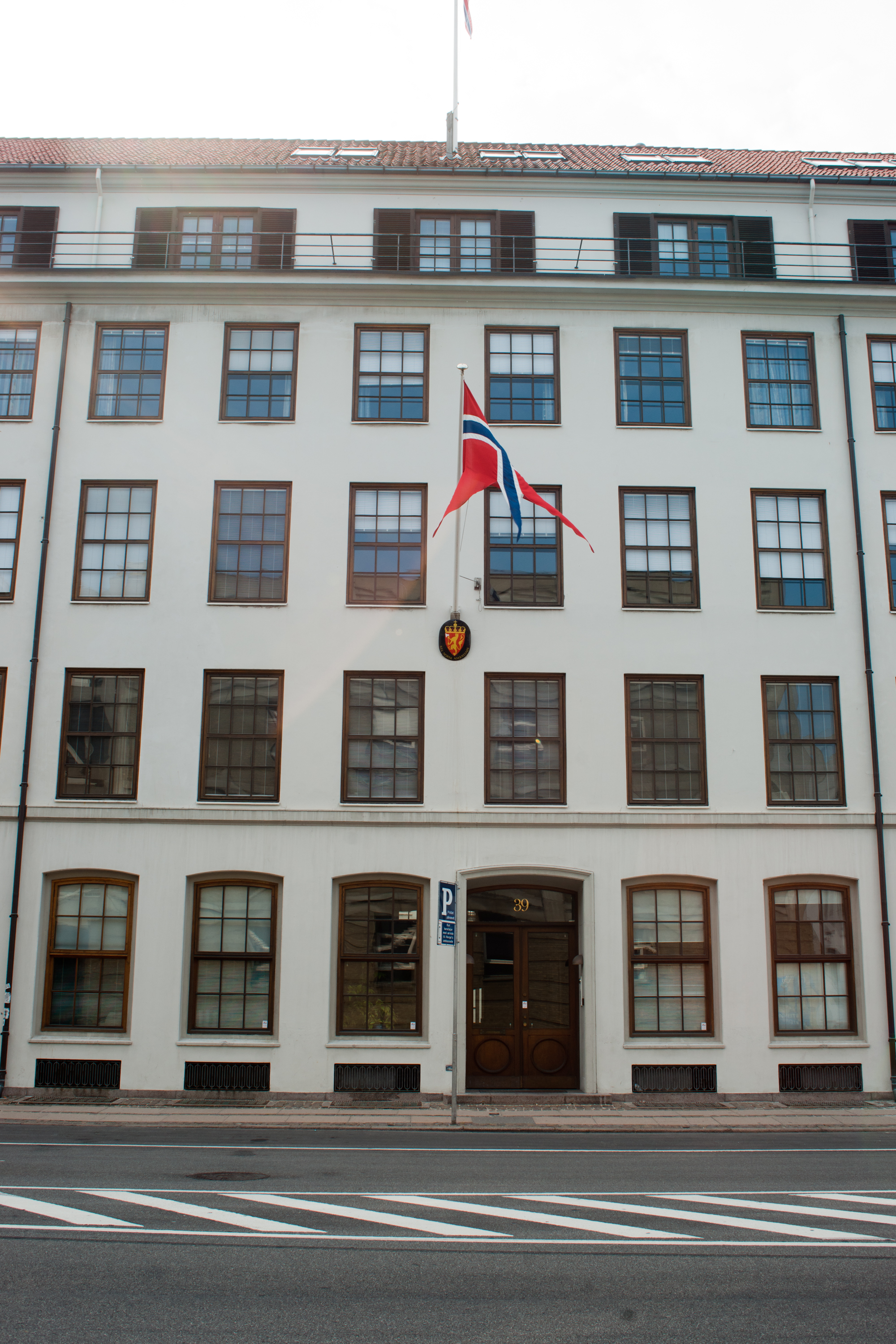
코펜하겐 주재 노르웨이 대사관

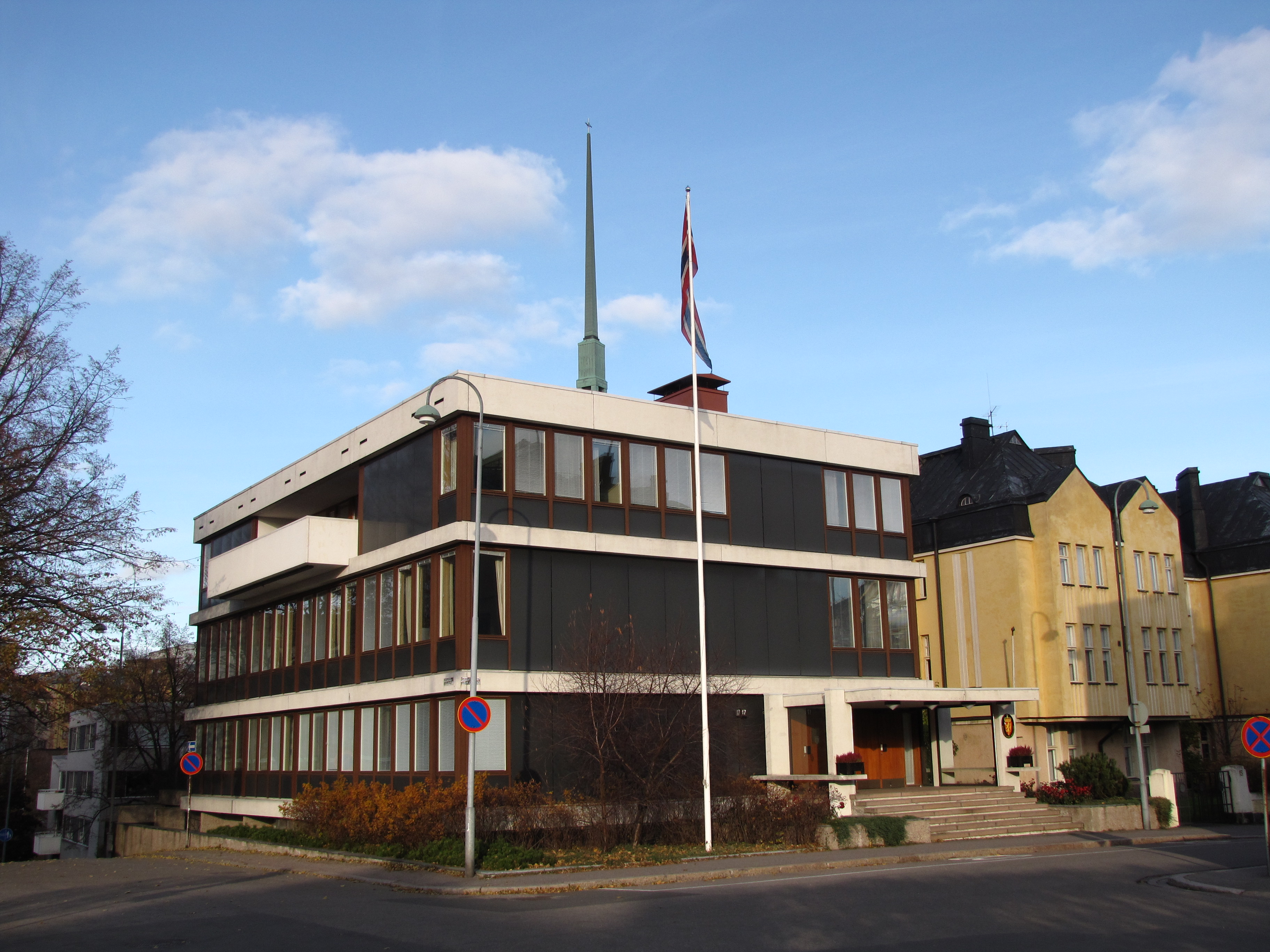
헬싱키 주재 노르웨이 대사관

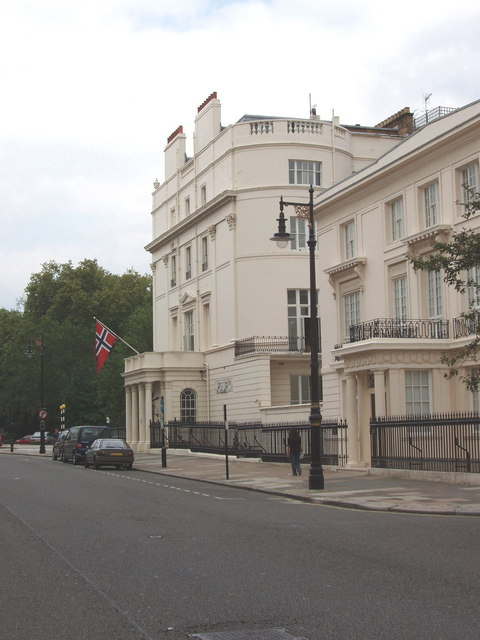
런던 주재 노르웨이 대사관

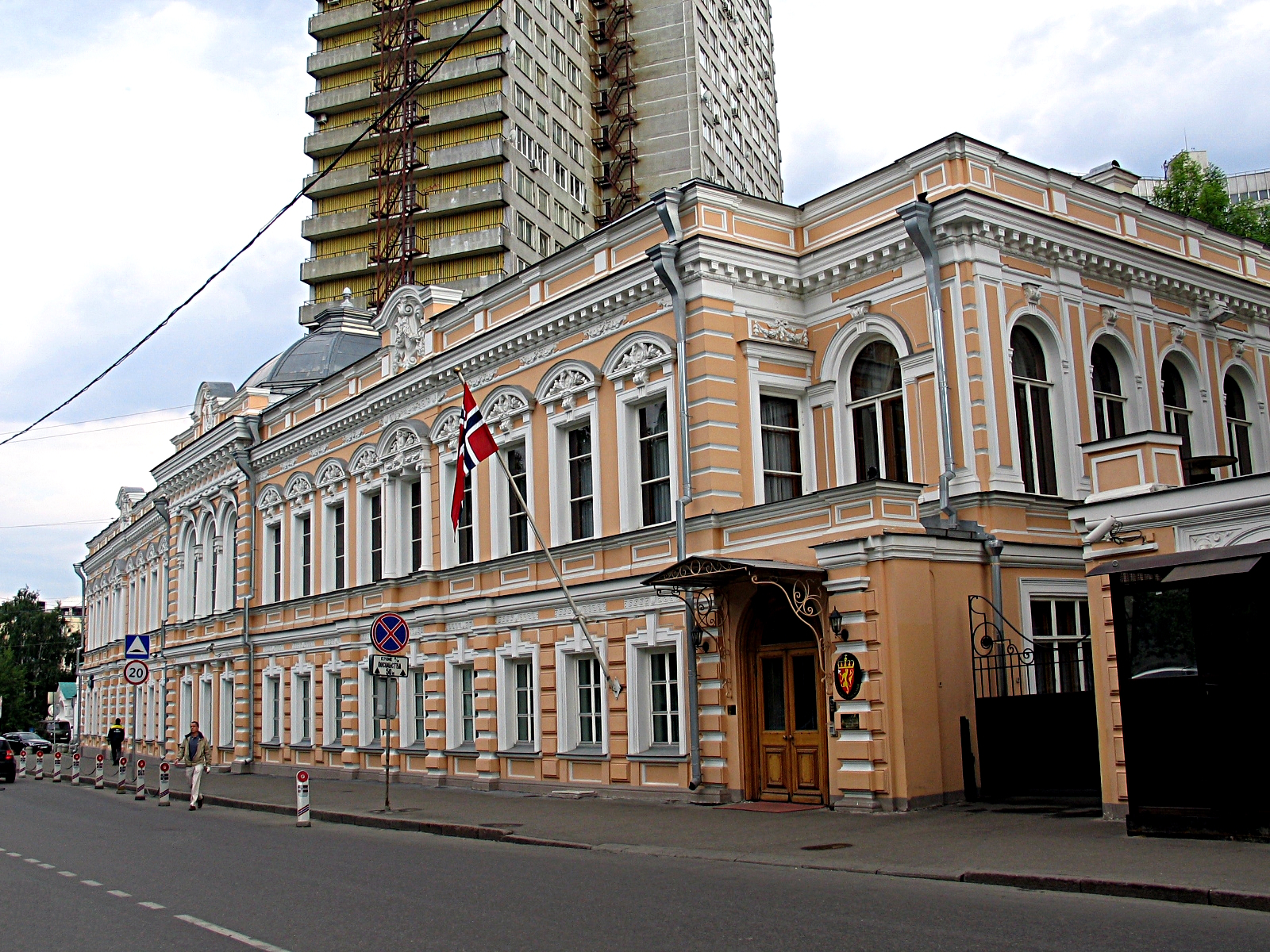
모스크바 주재 노르웨이 대사관

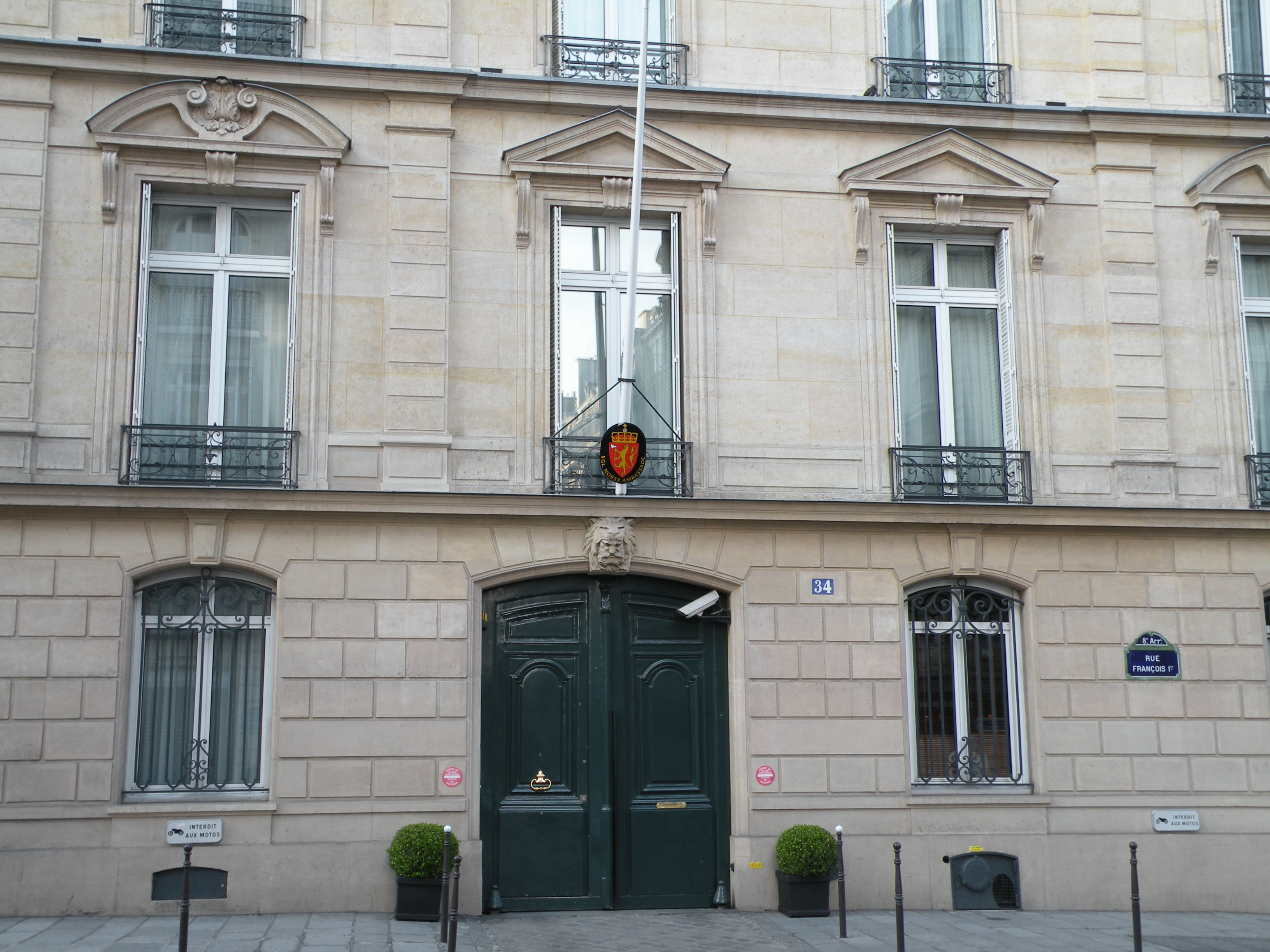
파리 주재 노르웨이 대사관

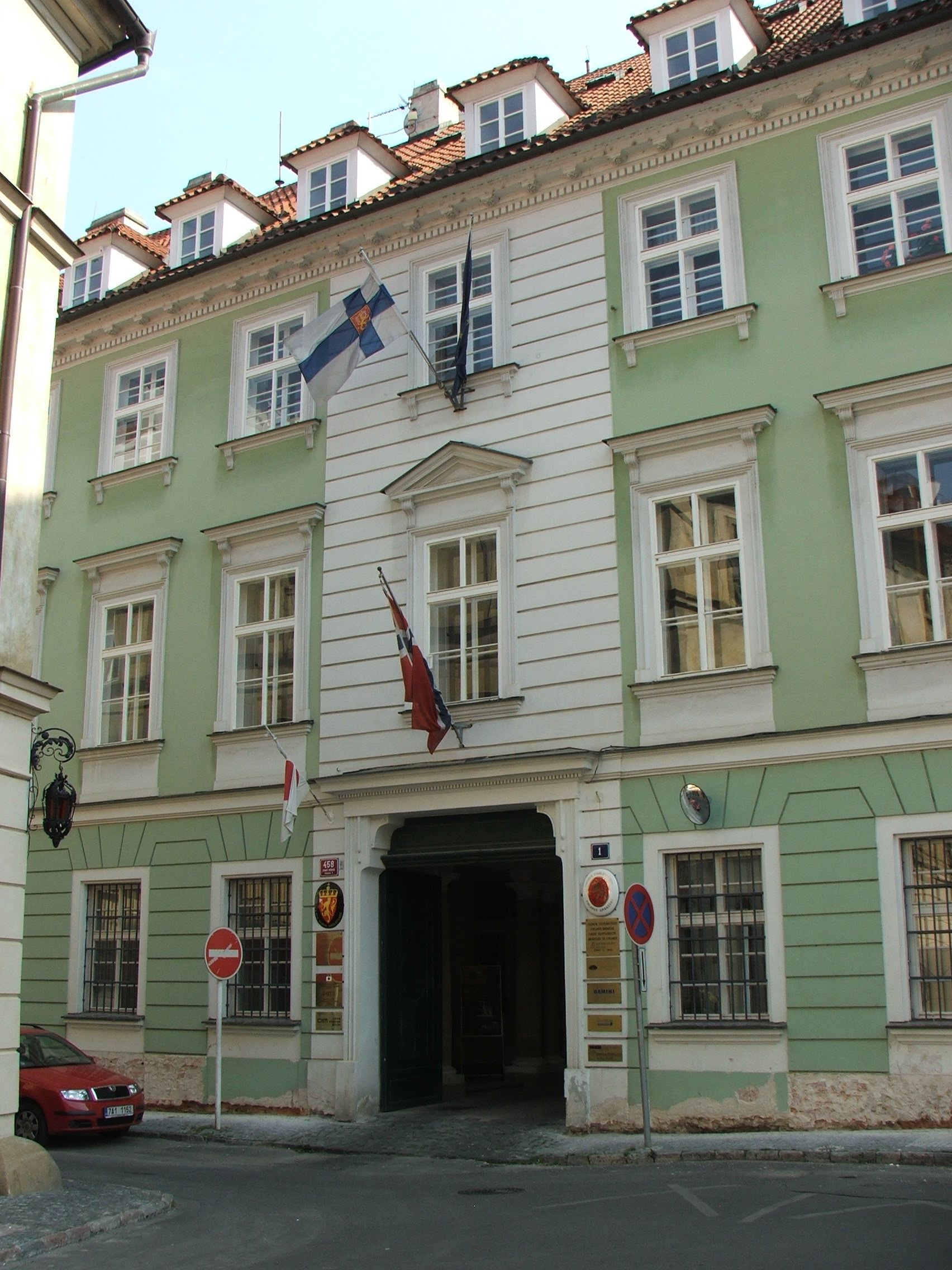
프라하 주재 노르웨이 대사관

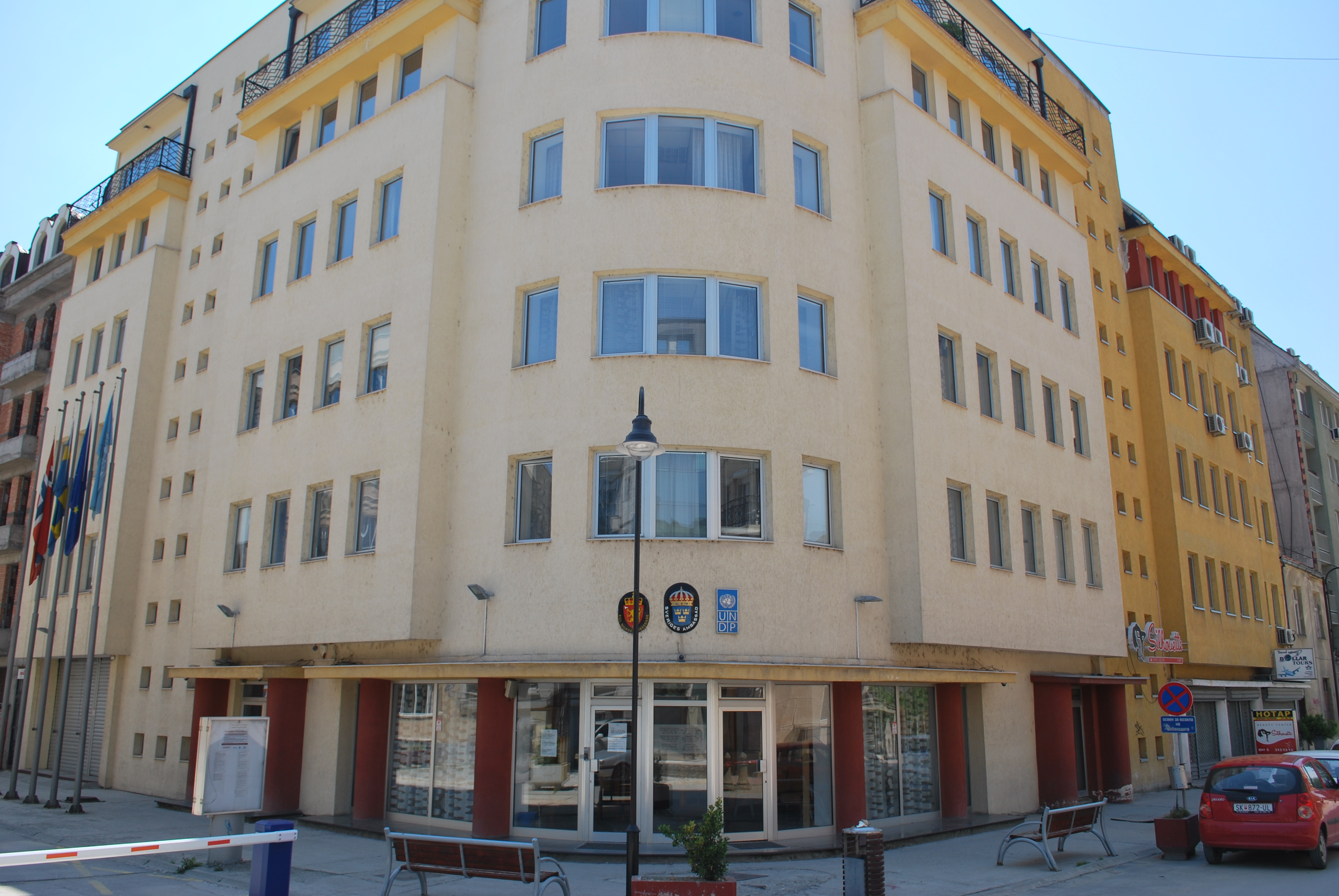
스코페 주재 노르웨이 대사관

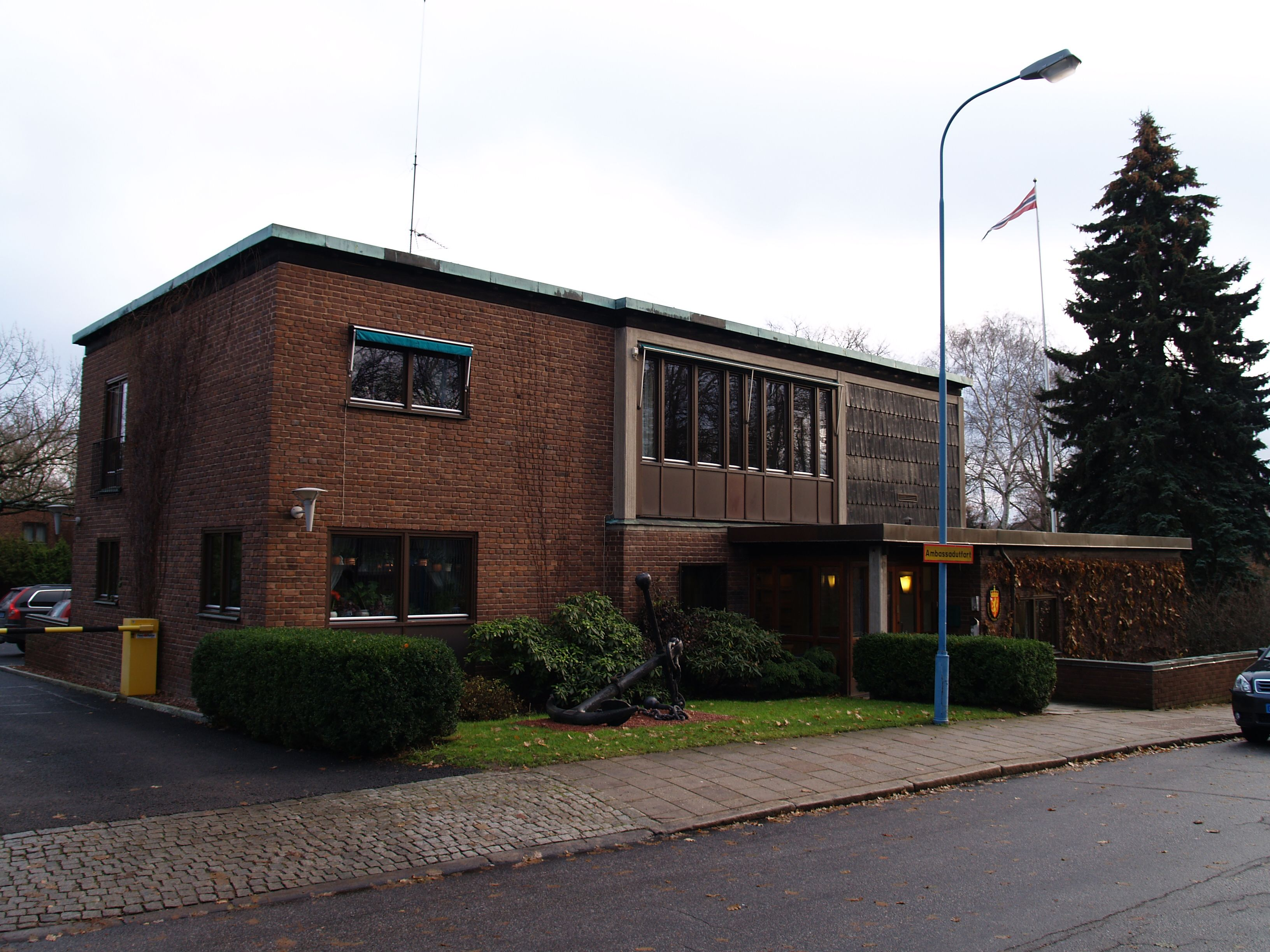
스톡홀름 주재 노르웨이 대사관

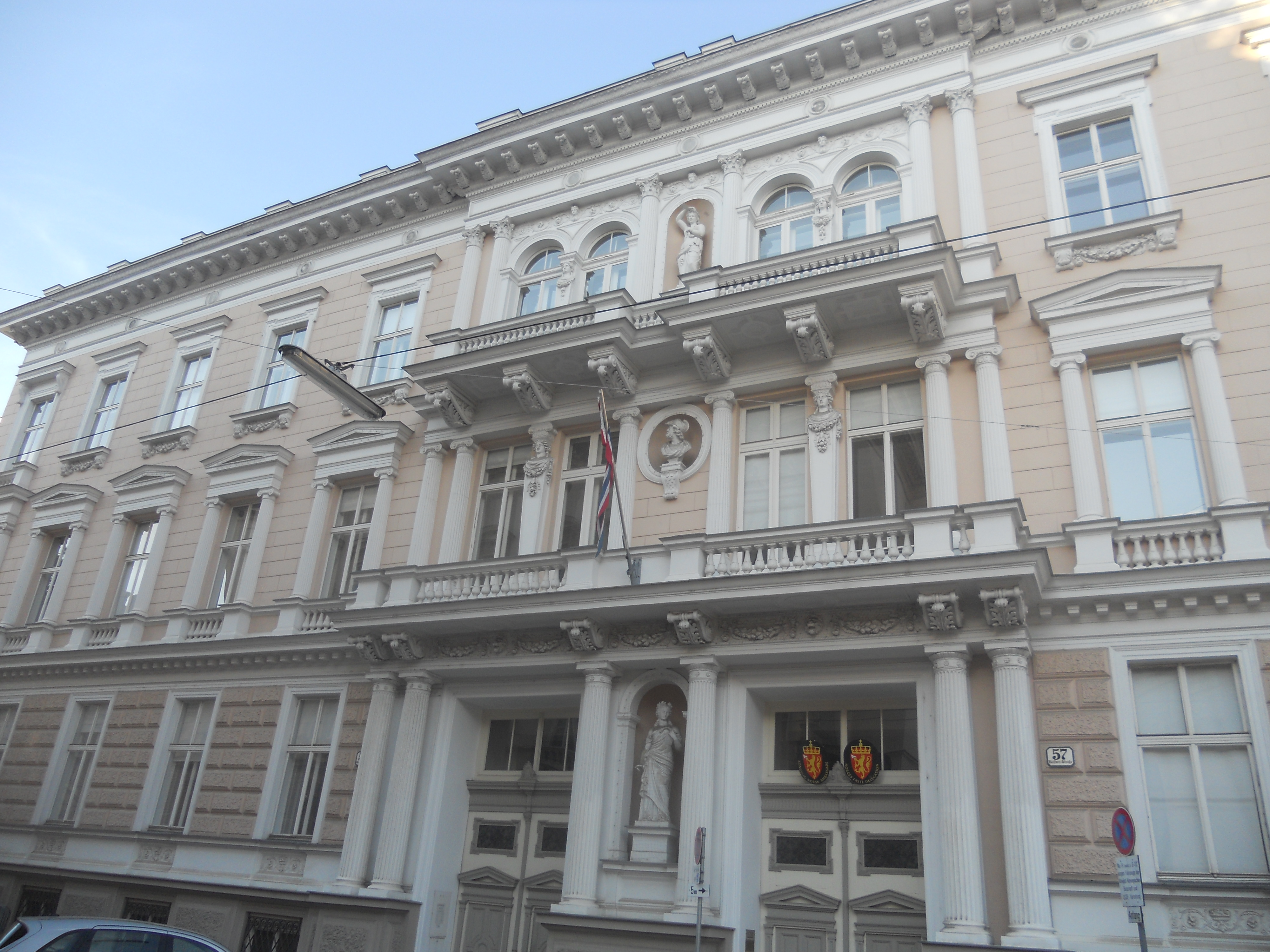
빈 주재 노르웨이 대사관

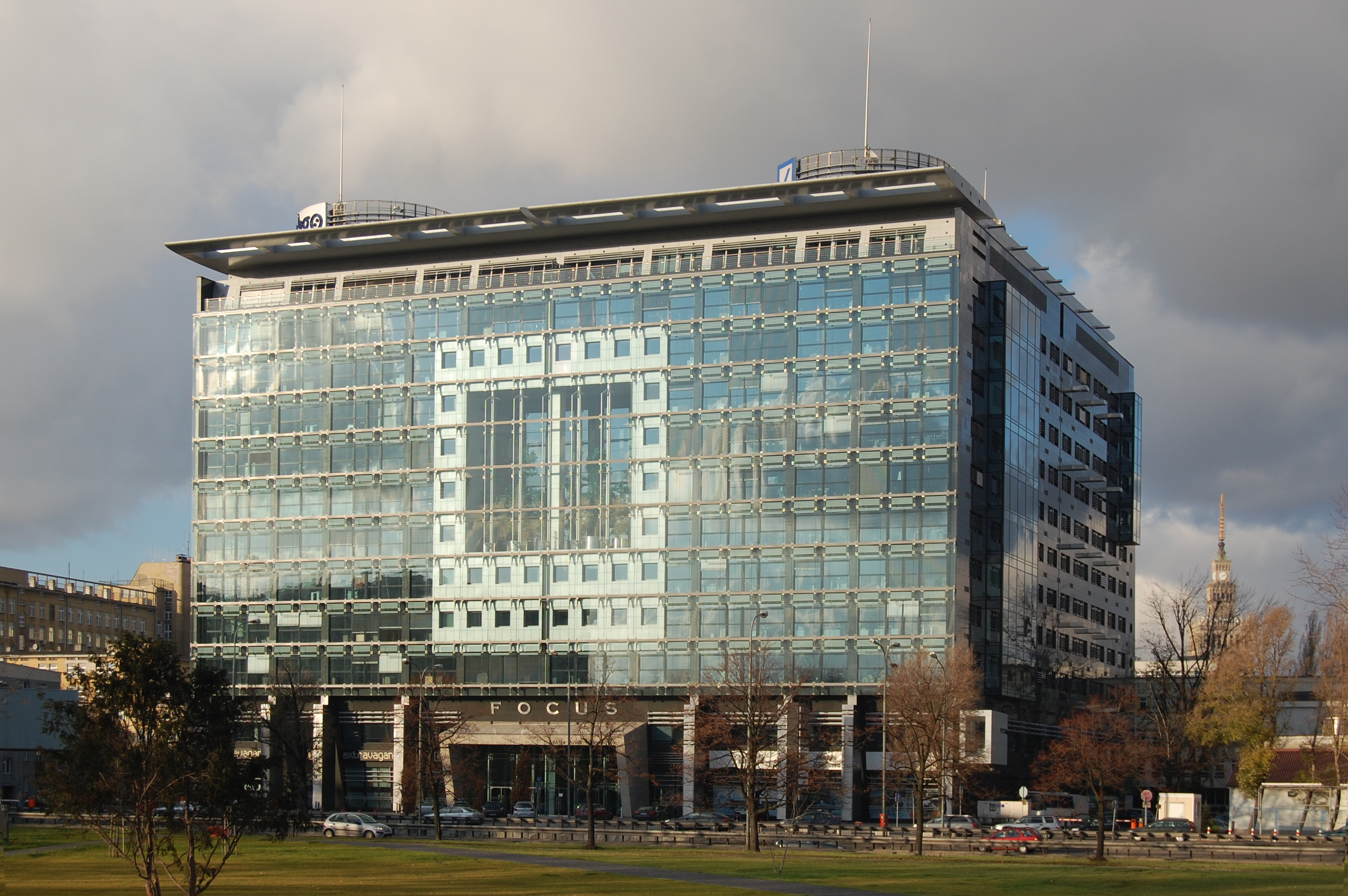
바르샤바 주재 노르웨이 대사관

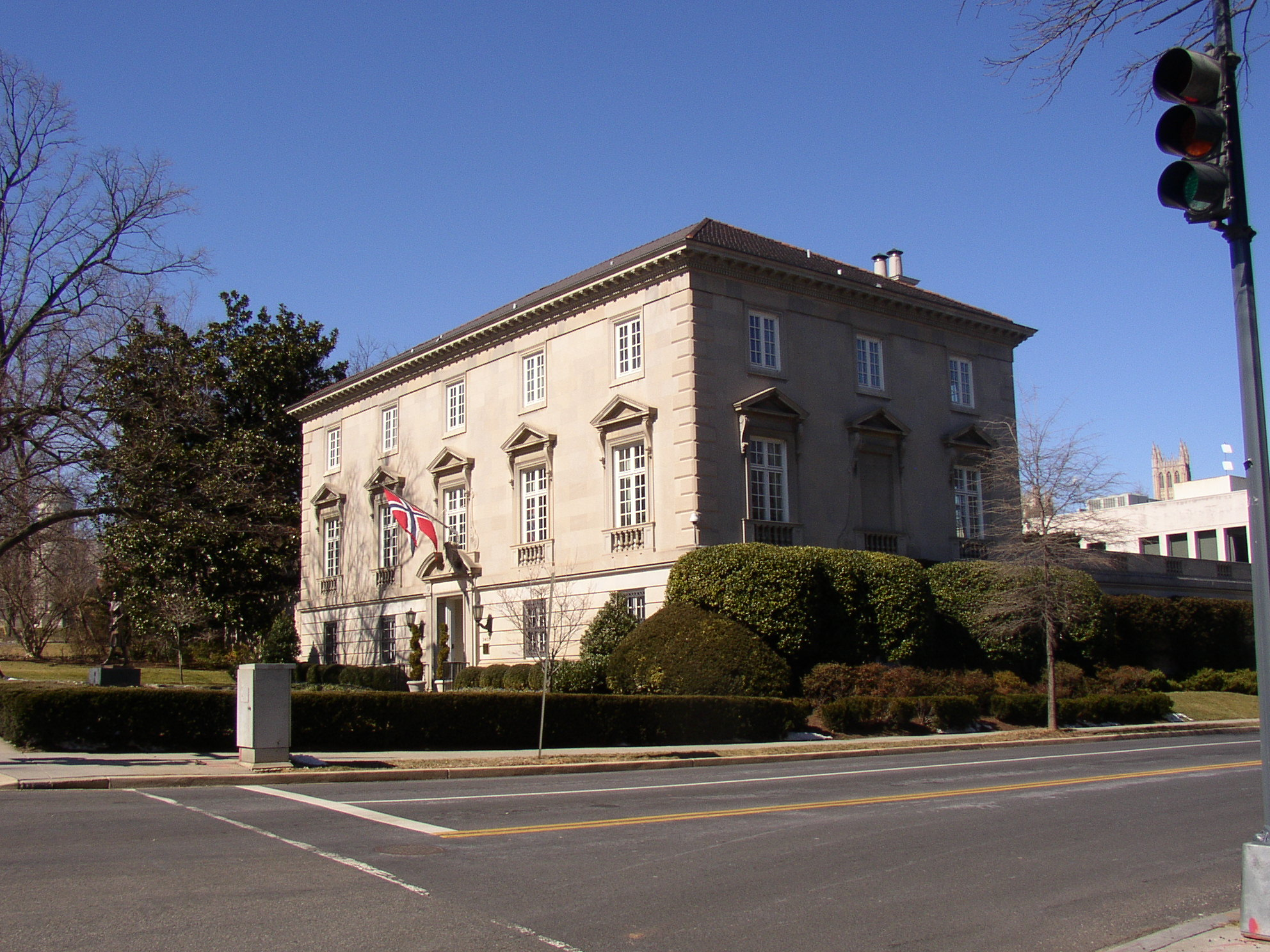
워싱턴 D.C. 주재 노르웨이 대사관

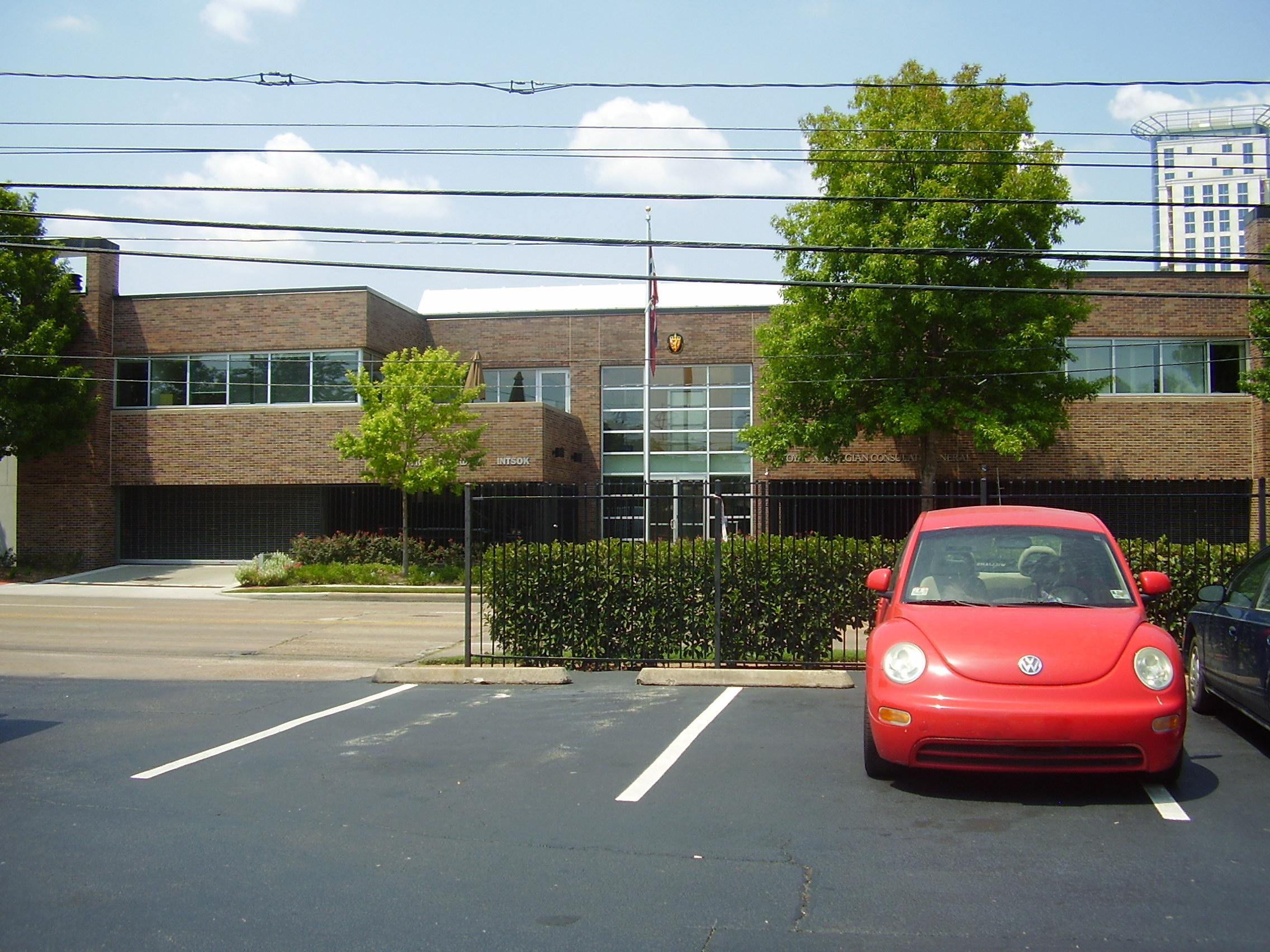
휴스턴 주재 노르웨이 총영사관

노르웨이의 재외공관 목록은 노르웨이 주재 대사관을 각국에 상주시켜 놓는 것을 의미하며 노르웨이의 재외공관을 나열한 목록이다.

## 아프리카
- 알제리
  - 알제 (대사관)
- 앙골라
  - 루안다 (대사관)
- 이집트
  - 카이로 (대사관)
- 에리트레아
  - 아스마라 (대사관)
- 에티오피아
  - 아디스아바바 (대사관)
- 가나
  - 아크라 (대사관)
- 케냐
  - 나이로비 (대사관)
- 마다가스카르
  - 안타나나리보 (대사관)
- 말라위
  - 릴롱궤 (대사관)
- 모로코
  - 라바트 (대사관)
- 모잠비크
  - 마푸투 (대사관)
- 나이지리아
  - 아부자 (대사관)
- 남아프리카 공화국
  - 프리토리아 (대사관)
- 남수단
  - 주바 (대사관)
- 수단
  - 하르툼 (대사관)
- 탄자니아
  - 다르에스살람 (대사관)
- 우간다
  - 캄팔라 (대사관)
- 잠비아
  - 루사카 (대사관)
- 짐바브웨
  - 하라레 (대사관)

## 아메리카
- 아르헨티나
  - 부에노스아이레스 (대사관)
- 브라질
  - 브라질리아 (대사관), 리우데자네이루 (총영사관)
- 캐나다
  - 오타와 (대사관), 몬트리올 (총영사관), 토론토 (총영사관), 밴쿠버 (총영사관)
- 칠레
  - 산티아고 (대사관)
- 콜롬비아
  - 보고타 (대사관)
- 쿠바
  - 아바나 (대사관)
- 과테말라
  - 과테말라 시 (대사관)
- 멕시코
  - 멕시코시티 (대사관)
- 미국
  - 워싱턴 D.C. (대사관), 휴스턴 (총영사관), 뉴욕 (총영사관), 샌프란시스코 (총영사관)

## 아시아
- 아제르바이잔
  - 바쿠 (대사관)
- 방글라데시
  - 다카 (대사관)
- 중화인민공화국
  - 베이징시 (대사관), 광저우시 (총영사관), 상하이시 (총영사관)
- 인도
  - 뉴델리 (대사관)
- 인도네시아
  - 자카르타 (대사관)
- 이란
  - 테헤란 (대사관)
- 이라크
  - 바그다드 (대사관)
- 이스라엘
  - 텔아비브 (대사관)
- 일본
  - 도쿄도 (대사관)
- 요르단
  - 암만 (대사관)
- 카자흐스탄
  - 아스타나 (대사관)
- 대한민국
  - 서울특별시 (대사관)
- 레바논
  - 베이루트 (대사관)
- 말레이시아
  - 쿠알라룸푸르 (대사관)
- 미얀마
  - 양곤 (대사관)
- 네팔
  - 카트만두 (대사관)
- 파키스탄
  - 이슬라마바드 (대사관)
- 팔레스타인
  - 라말라 (대표부 사무소)
- 필리핀
  - 마닐라 (대사관)
- 사우디아라비아
  - 리야드 (대사관), 지다 (총영사관)
- 싱가포르
  - 싱가포르 (대사관)
- 스리랑카
  - 콜롬보 (대사관)
- 태국
  - 방콕 (대사관)
- 튀르키예
  - 앙카라 (대사관), 이스탄불 (총영사관)
- 아랍에미리트
  - 아부다비 (대사관)
- 베트남
  - 하노이 (대사관)

## 유럽
- 오스트리아
  - 빈 (대사관)
- 벨기에
  - 브뤼셀 (대사관)
- 보스니아 헤르체고비나
  - 사라예보 (대사관)
- 불가리아
  - 소피아 (대사관)
- 크로아티아
  - 자그레브 (대사관)
- 체코
  - 프라하 (대사관)
- 덴마크
  - 코펜하겐 (대사관)
- 에스토니아
  - 탈린 (대사관)
- 핀란드
  - 헬싱키 (대사관)
- 프랑스
  - 파리 (대사관)
- 독일
  - 베를린 (대사관), 함부르크 (총영사관), 뒤셀도르프 (영사관)
- 그리스
  - 아테네 (대사관)
- 헝가리
  - 부다페스트 (대사관)
- 아이슬란드
  - 레이캬비크 (대사관)
- 아일랜드
  - 더블린 (대사관)
- 이탈리아
  - 로마 (대사관)
- 코소보
  - 프리슈티나 (대사관)
- 라트비아
  - 리가 (대사관)
- 리투아니아
  - 빌뉴스 (대사관)
- 북마케도니아
  - 스코페 (대사관)
- 네덜란드
  - 헤이그 (대사관), 로테르담 (총영사관)
- 폴란드
  - 바르샤바 (대사관)
- 포르투갈
  - 리스본 (대사관)
- 루마니아
  - 부쿠레슈티 (대사관)
- 러시아
  - 모스크바 (대사관), 상트페테르부르크 (총영사관), 무르만스크 (영사관)
- 세르비아
  - 베오그라드 (대사관)
- 슬로바키아
  - 브라티슬라바 (대사관)
- 스페인
  - 마드리드 (대사관), 바르셀로나 (총영사관), 알리칸테 (영사관)
- 스웨덴
  - 스톡홀름 (대사관)
- 스위스
  - 베른 (대사관), 제네바 (총영사관), 취리히 (총영사관)
- 우크라이나
  - 키예프 (대사관)
- 영국
  - 런던 (대사관)

## 오세아니아
- 오스트레일리아
  - 캔버라 (대사관)

## 대표부
- EU, NATO 노르웨이 정부 대표부: 브뤼셀
- UN 노르웨이 정부 대표부: 뉴욕, 제네바
- UNESCO, OECD 노르웨이 정부 대표부: 파리
- 유럽 평의회 노르웨이 정부 대표부: 스트라스부르
- 유럽 안보 협력 기구 노르웨이 정부 대표부: 빈